# Synodus intermedius
Synodus intermedius is een hagedisvis die voorkomt van Bermuda en het noorden van de Golf van Mexico tot de Guyana's. Het is tevens de meest voorkomende hagedisvis van en West-Indië. De vis leeft op diepten van 3 tot 320 m en kan een lengte bereiken tot 45 cm. Zijn maximale gewicht bedraagt 1000 gram. 